# Colonia Joel Ramírez
Colonia Joel Ramírez är en ort i Mexiko.   Den ligger i kommunen Culiacán och delstaten Sinaloa, i den västra delen av landet, 1 000 km nordväst om huvudstaden Mexico City. Colonia Joel Ramírez ligger 47 meter över havet och antalet invånare är 122.
Terrängen runt Colonia Joel Ramírez är platt. Runt Colonia Joel Ramírez är det ganska tätbefolkat, med 155 invånare per kvadratkilometer. Närmaste större samhälle är Culiacán, 6,7 km söder om Colonia Joel Ramírez. Runt Colonia Joel Ramírez är det i huvudsak tätbebyggt.